# DB-Baureihe 78.10
Die beiden Fahrzeuge der Baureihe 78.10 der Deutschen Bundesbahn waren auf der Basis von der preußischen P 8 von der Firma Krauss-Maffei und dem Ausbesserungswerk Minden entwickelte Dampflokomotiven. Damit sollten die Beschleunigungswerte der Fahrzeuge, speziell für den Einsatz bei den Vorortbahnen und Stadtbahnen, verbessert werden.

## Merkmale und Geschichte
Das Lauf- und Triebwerk sowie der Kessel der beiden Fahrzeuge mit den ursprünglichen Betriebsnummern 38 2919 und 38 2890 blieben nahezu unverändert. Umgestaltet wurde der Führerstand. Hinzu kam ein Kurztender, welcher über eine Deichsel an die Lok gekoppelt war und die Laufeigenschaften bei Rückwärtsfahrt verbesserte. Als Tenderlokomotiven erhielten sie die Betriebsnummern 78 1001 und 1002. Sie verkehrten zunächst im Münchner Raum, später im Raum Augsburg und zuletzt am Bodensee.
Weitere P8-Lokomotiven wurden nicht umgebaut, denn mit der Ausmusterung der Kriegslokomotiven bei der DB bis 1954 wurden in großer Zahl Wannentender frei, die mit der P8 gekuppelt werden konnten. Damit war eine Umrüstung zu wendezugfähigen Loks mit einer Rückwärtsgeschwindigkeit von 85 km/h und mit einer wesentlich größeren Reichweite auch mit einfacheren Mitteln möglich geworden.
Somit blieben die beiden Lokomotiven 78 1001 und 78 1002 die einzigen ihrer Art und wurden bereits 1961 wieder ausgemustert und anschließend verschrottet.